# المجرة العنقودية الألمع

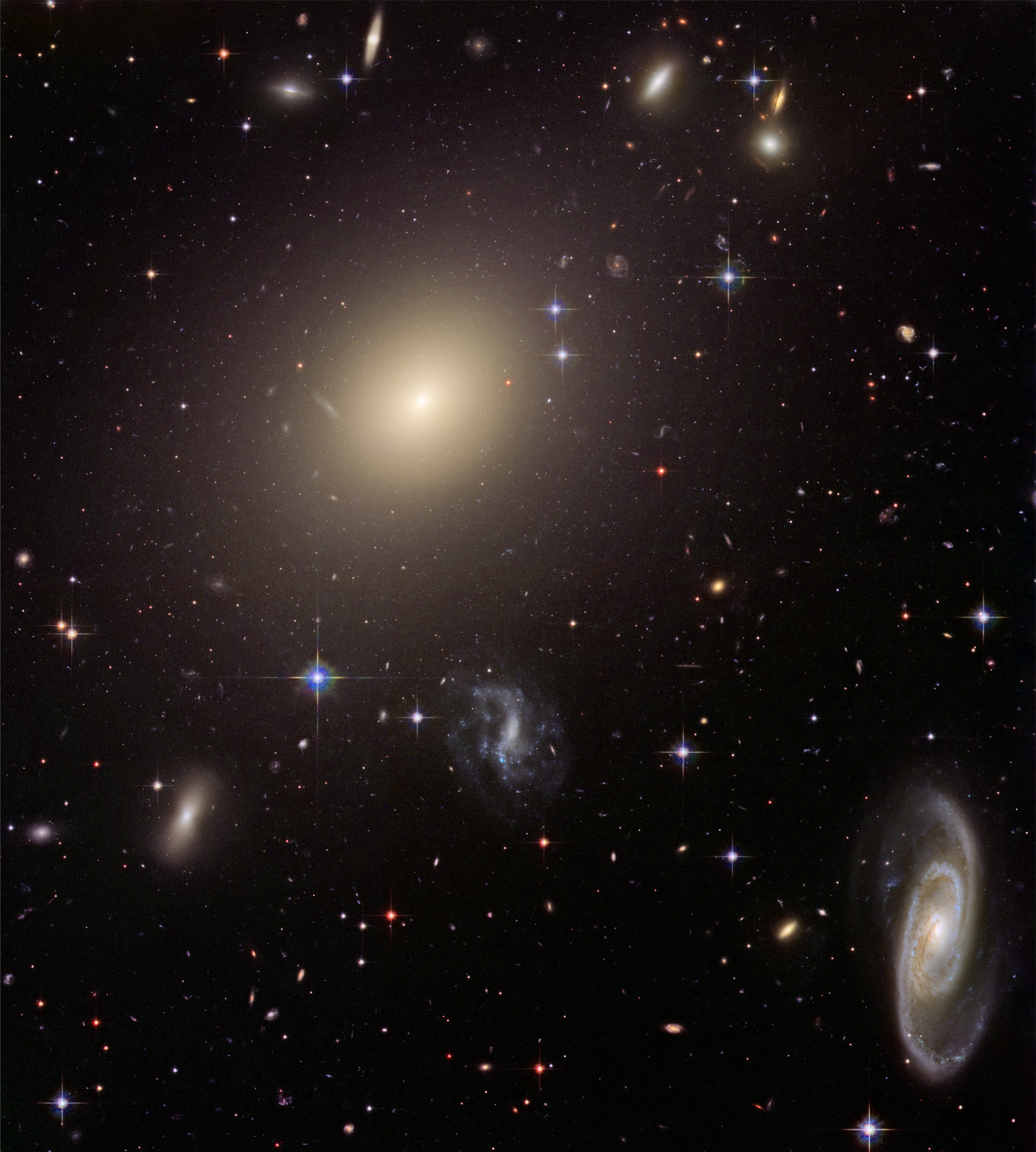
صورة من مرصد هابل للعنقود أبيل S740 في كوكبة قنطورس. المجرة الإهليلجية العملاقة ESO 325-G004 تشغل حيزا كبيرا في مركز العنقود. وهي مجرة BCG هائلة.

المجرة العنقودية الالمع brightest cluster galaxy (BCG) تعرف بأنها ألمع مجرة في مجموعة من المجرات أو عنقود مجري و في الغالب العضو الاضخم في هذا العنقود، المجرات العنقودية الالمع تشمل معظم المجرات الهائلة في الكون. و عموما هي مجرة إهليلجية والتي تقع على مقربة من المركز الهندسي والحركي من كتلة العنقود المضيف. وبالتالي في الجزء السفلي من التقييد الكمومي للعنقود، كما أنها تتزامن عادة مع ذروة انبعاثات الأشعة السينية للعنقود.

## سيناريوهات تشكيل المجرات العنقودية الألمع
- تدفق تبريد تشكل النجوم من تدفق التبريد المركزي في مركز تبريد عالي الكثافة من الأشعة السينية لهالة العنقود.[2][3]
- تفاعل مجري المجرات تنزل إلى مركز الكتلة بسبب الاحتكاك الحركي وتجريد المد والجزر.[4]
- اندماج المجرات عمليات اندماج مجري سريع بين عدة المجرات تجري خلال انهيار الكتلة.[5]

وتنقسم المجرة العنقودية الألمع إلى فئات مختلفة من المجرات: المجرات الإهليلجية العملاقة (gE) والمجرات دي والمجرات نوع-سي دي.